# Katherine Tingley
Katherine Augusta Westcott Tingley, född 6 juli 1847 i Newbury, Massachusetts, död 11 juli 1929 på Visingsö, Sverige, var en amerikansk socialarbetare och teosof. Hon grundade det teosofiska samfundet Universal Brotherhood and Theosophical Society i New York (numera Theosophical Society Pasadena), och grundade och ledde också den teosofiska gemenskapen Lomaland i San Diego, Kalifornien.

## Biografi
Tingley växte upp i Newbury, Massachusetts, och gifte sig 1888 med Philo B. Tingley. Hon arbetade som socialarbetare i New York, där hon träffade William Quan Judge. Den 13 oktober 1894 gick hon med i Teosofiska Samfundet. År 1895 uppstod en tvist mellan Judge och Annie Besant, och Judge ledde den största delen av den amerikanska sektionen under ett år till sin död 1896, varefter Tingley tog över som organisationens ledare, även om hennes identitet hölls hemlig under ett år. År 1898 utträdde en grupp på ungefär 200 teosofer under ledning av Ernest Temple, och skapade en rivaliserande grupp, Hargrove med bas i New York.
I februari 1900 flyttade hon samfundets internationella högkvarter från New York till en ny koloni som hon kallade Lomaland, i San Diego. Hennes bosättning inkluderade en så kallad Raja-Yogaskola, ett college, ett teosofiskt universitet, och "School for the Revival of the Lost Mysteries of Antiquity".
Katherine Tingley var mycket förtjust i Sverige, som hon besökte första gången 1899. Hon ville starta en skola och ett teosofiskt centrum på Visingsö, men planerna mötte stort motstånd, framförallt från Svenska kyrkan. Grundstenen till skolan skulle läggas under den stora fredskongress som teosoferna höll på Visingsö 1913, men på grund av protesterna kom skolan inte till stånd förrän 1924. 
Byggnaden Tempelgården på Visingsö uppfördes till teosofernas världsfredskongress 1913. Tingley bedrev skolverksamhet i byggnaden 1925, en Raja-Yogaskola.
Katherine Tingley dog 1929, och efter hennes död byggdes en ny skolbyggnad i Stigby på södra delen av Visingsö, som drevs fram till 1940-talet. Efter andra världskriget användes den en period som flyktingförläggning för att sedan bli ungdomsvårdsskolan Stigbyskolan. Det sägs även att Katherine Tingleys aska spreds vid Stigby efter hennes död.